# KT66

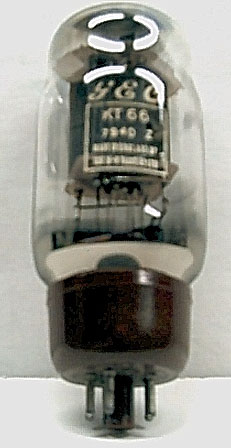
Lampa KT66 produkcji G.E.C./M.O.V.

KT66 – lampa elektronowa (tetroda strumieniowa) o cokole oktalowym, stosowana w stopniach końcowych wzmacniaczy mocy. Amerykańskim odpowiednikiem tetrody KT66 jest lampa 6L6. Została wprowadzona na rynek Wielkiej Brytanii przez Marconi-Osram Valve Co. Ltd. (M-OV) w 1937 r. W lampie tej  zastosowano po raz pierwszy parę specjalnych płytek połączonych z katodą, uzyskując skupienie elektronów w płaszczyźnie poziomej. KT66 była bardzo popularna w europejskich radioodbiornikach i wzmacniaczach audio. Była standardową lampą końcową w klasycznym wzmacniaczu  Quad II (1952) - wersji, która nadal jest produkowana dzisiaj - oraz w dwóch najwcześniejszych brytyjskich wzmacniaczach hi-fi: LEAK 15 (1945) i TL / 12 (1948). Z powodu  doskonałych elektrycznych charakterystyk  i tolerancji przeciążenia, KT66 jest preferowana do stosowania we wzmacniaczach gitarowych. Obecnie jest produkowana m.in.  w Reflektor Saratov (Rosja), Liuzhou (Chiny) oraz JJ Electronic (Słowacja).

## Dane techniczne
Żarzenie:
- napięcie żarzenia  6,3 V
- prąd żarzenia   1,27 A

| Parametr                        | Wartość |
| ------------------------------- | ------- |
| napięcie anodowe                | 250 V   |
| prąd anodowy                    | 85 mA   |
| nachylenie charakterystyki (Sa) | 7 mA/V  |
| napięcie siatki                 | -15 V   |

| Parametr                        | Wartość |
| ------------------------------- | ------- |
| napięcie anodowe                | 500 V   |
| moc tracona na anodzie          | 25 W    |
| prąd katodowy                   | 200 mA  |
| napięcie włókno żarzenia/katoda | 150 V   |